# Hipersensibilidad a drogas

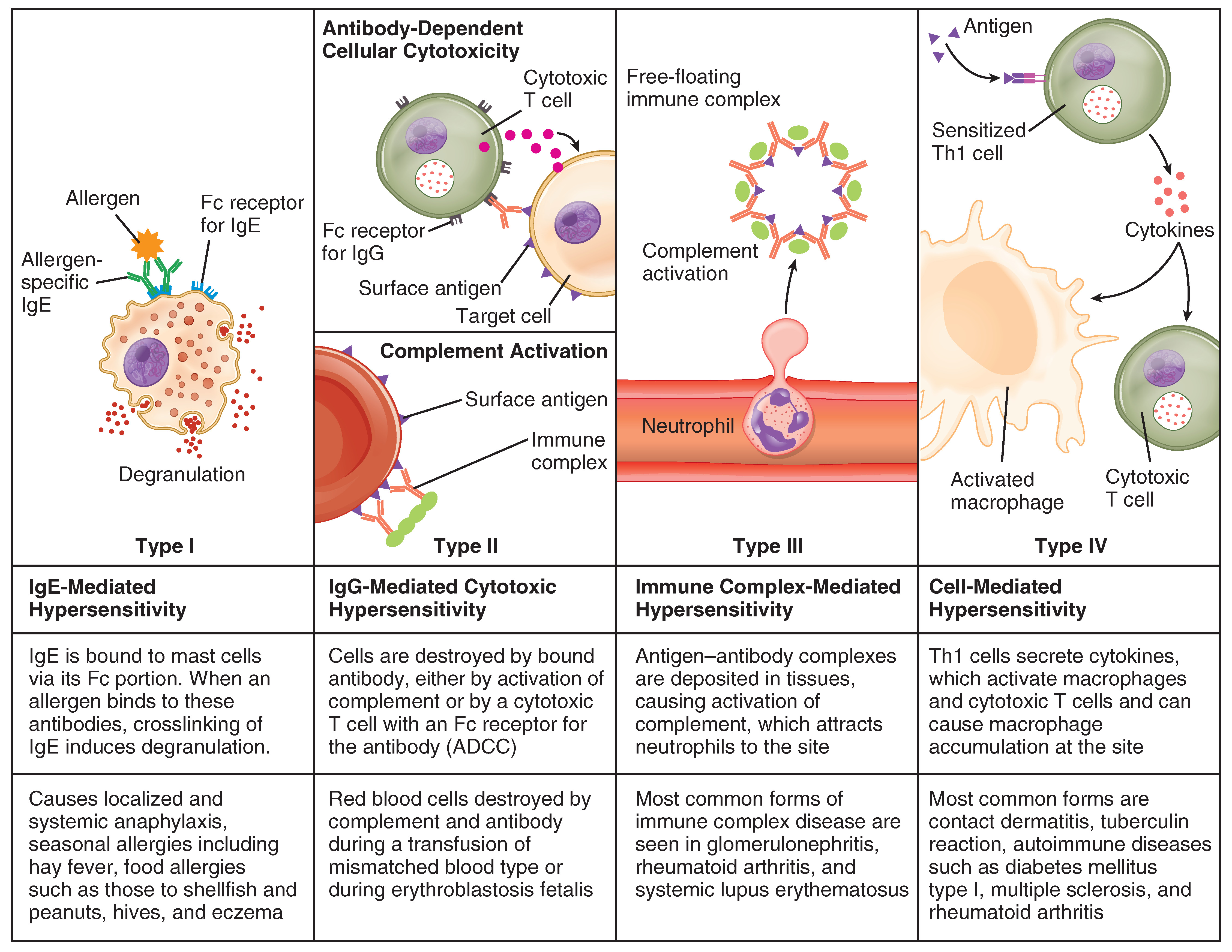
Proceso de la hipersensibilidad causada por alergenos

La palabra "sensibilización" se usa para referirse a un cierto número de efectos diferentes, pero relacionados. Por ejemplo, en inmunología, la sensibilización se refiere a la hipersensibilidad a un antígeno (a menudo un alergeno) que puede desarrollarse tras la exposición repetida a esta sustancia extraña. Del mismo modo, en farmacología, la palabra hipersensibilidad (sensibilización elevada) se refiere a un incremento en el efecto de un medicamento sobre las exposiciones sucesivas al fármaco o a su poder de causar hipersensibilidad en animales que estuvieron expuestos al mismo fármaco en el pasado.
Por ejemplo, un efecto incondicional de drogas como la anfetamina o la cocaína es producir activación psicomotora, a menudo medida como un aumento en la locomoción hacia delante. En algunas circunstancias, la administración repetida de fármacos psicoestimulantes da como resultado un incremento progresivo de este efecto del fármaco, por lo que las inyecciones sucesivas de la misma dosis producen una activación psicomotora cada vez mayor. Además, la exposición a un fármaco (por ejemplo, anfetamina) también puede hacer que los animales sean hipersensibles a los efectos de activación locomotora de otros fármacos (por ejemplo, cocaína o morfina). Cuando la exposición a una droga (u otro estímulo, como el estrés) hace que un animal sea hipersensible a otra droga o estímulo, a esto se denomina "sensibilización cruzada" (no confundir con la tolerancia cruzada). La tolerancia a drogas es la disminución del efecto de un fármaco después de su administración repetida. La reacción de un individuo a un medicamento disminuye, por lo que se requieren dosis mayores para lograr el mismo efecto. Los efectos específicos de los fármacos pueden mostrar sensibilización o tolerancia.

## Importancia biomédica
Las drogas producen muchos efectos diferentes, y con la administración repetida, algunos efectos pueden mostrarse como sensibilización, mientras que otros efectos muestran tolerancia, pero otros no cambian. De hecho, el mismo efecto del fármaco puede mostrar tolerancia o sensibilización dependiendo de las condiciones bajo las cuales se administra el fármaco (por ejemplo, si se administra de forma continua o intermitente, las inyecciones intermitentes favorecen la sensibilización). Por lo tanto, un animal que está "sensibilizado" también puede ser "tolerante", dependiendo del efecto de la droga que se esté considerando.

## Sensibilización conductual y neuronal
Es importante preguntarse, desde el punto de vista farmacológico, terapéutico y médico, qué efectos de los fármacos tienden a mostrar hipersensibilización y bajo qué condiciones se induce y expresa tal evento. La mayoría de los estudios sobre sensibilización implican alguna medida de comportamiento, y si un efecto conductual de un fármaco aumenta con la administración repetida del fármaco, esto puede denominarse sensibilización conductual. En otros estudios, se puede medir un efecto neurobiológico de un medicamento, y si se aumenta con la exposición previa al fármaco, esto puede denominarse sensibilización neuronal, aunque de nuevo, estos términos no brindan información sobre el efecto exacto que se cambia. Por lo tanto, a menos que uno quiera simplemente referirse al fenómeno general, es mejor usar términos que transmitan información sobre el efecto específico del medicamento en estudio, porque la mayoría de ellos son disociables. Por ejemplo, la regulación ascendente de las proteínas del estrés GRP78 puede inducir hipersensibilización al cisplatino. Las células cancerígenas A549 del pulmón se hipersensibilizan al cisplatino debido a la activación de la vía de las quinasas c-Jun N-terminal y NF-κB, lo que lleva a la aparición temprana de la apoptosis (muerte celular).
Presumiblemente, la razón por la que tantos comportamientos diferentes y funciones psicológicas pueden ser sensibilizados por la exposición repetida a ciertos fármacos o drogas es que estas cambian muchos sistemas neuronales diferentes, sistemas neuronales que median los comportamientos y funciones psicológicas que sensibilizan.
Muchos estudios de sensibilización neuronal se han centrado en los sistemas de dopamina mesotelencefálicos, y se han descrito varios cambios relacionados con la sensibilización en los sistemas de dopamina, incluido un aumento en la liberación de dopamina estimulada y en los receptores estriatales D2. Sin embargo, se han descrito cambios relacionados con la sensibilización en casi todos los sistemas de neurotransmisores dentro del circuito mesencefálico-estriado-amígdala-cortical relevante, incluidos los sistemas de glutamato, GABA, serotonina, acetilcolina, norepinefrina, etc., y en un conjunto de cascadas de señalización intracelular.